# San Telmo (Huelva)
San Telmo es una pedanía perteneciente al municipio de Cortegana, situada en la provincia de Huelva, en la comunidad autónoma de Andalucía (España). Cuenta con algo más de 300 habitantes. Situada a los pies de la sierra y el comienzo del Andévalo, dista a 9 km de Valdelamusa, otra pedanía minera perteneciente al mismo municipio, y a 9 km de Cerro de Andévalo.
Su gentilicio es Santelmeño/a. 
Está situada a una altitud de 340 m. sobre el nivel del mar.
Su romería tiene lugar el tercer domingo de mayo en honor a su patrón San Telmo.
Su patrona es Santa Bárbara y se celebra el 4 de diciembre.
El último fin de semana del mes de julio tiene lugar una fiesta que celebran los habitantes de esta localidad llamada "la velada". También el segundo fin de semana de agosto se celebra una verbena. 
La Iglesia de la localidad se llama "Iglesia Parroquial Minas de San Telmo".

## Demografía
Actualmente cuenta con aproximadamente 250 habitantes.

## Historia
Los primeros habitantes de San Telmo proceden del vecino pueblo de Cerro del Andévalo.
Nuestro pueblo se encuentra hermanado con la ciudad de Tui (Pontevedra).

## Minería
Sociedades francesas, inglesas y españolas explotaron los recursos mineros de estos enclaves desde el siglo XIX, llegando hasta nuestros días parte de las infraestructuras de las labores de extracción, decantación y deposición del mineral. Estas minas ya habían sido trabajadas en tiempos prehistóricos y especialmente en época romana, como atestiguan las herramientas, estructuras y escorias de hierro y cobre encontradas en estos yacimientos mineros.
La principal corta se llama Santa Bárbara, siendo una explotación a cielo abierto.

## Asociaciones
En la localidad existen diferentes asociaciones:
- Asociación de Mujeres Jaral.
- Aula Municipal de Teatro
- Escuela de Adultos (S.E.P.E.R. San Pedro)
- Hermandad de San Telmo
- Peña Montera San Telmo
-CPR(colegio público rural) "San Telmo"
-Asociación de vecinos "La Zarcita"

## Deportes
A lo largo de los años hubo dos clubes de fútbol en San Telmo.

## Política
La localidad depende del Ayuntamiento de Cortegana, donde gobiernan actualmente el Partido Popular (PP).